# Флотов, Людвиг фон
Людвиг фон Флотов (нем. Ludwig Freiherr von Flotow, 17 ноября 1867 — 6 апреля 1948) — австро-венгерский дипломат, последний министр иностранных дел Австро-Венгрии (2 — 11 ноября 1918). Барон.

## Семья
Происходил из старинной дворянской семьи, известной с XIII века. Сын баварского придворного Людвига фон Флотова (1821—1876) и Марии (1840—1921), происходившей из семьи богемских графов Бубна унд Лютитц.
Супруга — Максимилиана (1896—1937), урожденная графиня фон Матушка, баронесса фон Грайффенклау цу Фолльрадс, баронесса фон Топпольчан унд Шпаетген. Двое детей: Людвиг-Александер (1928) и Гереон-Пауль (1930).

## Образование и карьера
Учился на юриста. В 1894 стал доктором юридических наук. С 1895 — на австро-венгерской дипломатической службе. В 1913 получил ранг чрезвычайного и полномочного посла, работал в Министерстве иностранных дел в Вене. Руководил Первой секцией министерства. 4 января 1917 — 21 июня 1918 был заместителем министра иностранных дел.

## Министр иностранных дел
2 ноября 1918 по предложению предшественника, графа Дьюлы Андраши-младшего назначен министром иностранных дел Австро-Венгрии. Так как Венгрия расторгла союз с Австрией 31 октября 1918, в должности Флотов занимался преимущественно ликвидацией дипломатической инфраструктуры распавшейся страны: посольств, дипломатических представительств и консульств за границей, центрального аппарата министерства в Вене. Параллельно, уже с 30 октября 1918 работал Виктор Адлер, назначенный новым правительством Государственным секретарем иностранных дел Германской Австрии.

## Ликвидация министерства
На следующий день после отречения Карла I от престола, 12 ноября 1918 Временное национальное собрание Германской Австрии приняло закон о ликвидации Императорского и королевского министерства иностранных дел. К этому времени распавшаяся империя имела 4 посольства (Берлин, Константинополь, Мадрид, Ватикан), 11 дипломатических представительств и многочисленные консульства.
Флотов продолжал свою работу с согласия австрийского правительства как Руководитель Ликвидируемого министерства иностранных дел (Leiter des Liquidierenden Ministeriums des Äußern) до ноября 1920. Он отвечал за возвращение на родину и увольнение на пенсию оставшегося персонала министерства, не принимая участия в политической деятельности.
Организационно Флотов был подчинен Государственному ведомству по иностранным делам, до конца 1919 он также был обязан сотрудничать с Межгосударственной организацией по ликвидации, состоявшей из представителей государств, возникших на обломках Австро-Венгрии. С 18 декабря 1919 процесс ликвидации был признан «внутриавстрийским делом», вопрос о её издержках стал предметом двусторонних переговоров государств-преемников.
Поскольку вновь возникшие государства приступили к формированию собственных дипломатических служб, около половины сотрудников ликвидированного министерства нашли в них новую работу.
Ликвидируемое Министерство иностранных дел представляло интересы каждого из государств-преемников Австро-Венгерской монархии до образования ими собственного дипломатического ведомства. Последними были ликвидированы Представительства у Святого Престола (31 января 1920) и в Бразилии (27 мая 1920). В Швейцарии представительство действовало до 31 октября 1920, причем в последний период своей работы работало только в интересах Венгрии, так как Швейцария признала Австрию 9 января 1920, а Венгрию лишь 9 октября 1920.
8 ноября 1920 ликвидация Министерства иностранных дел была завершена и Людвиг фон Флотов направил Михаэлю Майру, министру иностранных дел Австрии, прошение об отставке. 8 апреля 1922 Флотов официально поступил на федеральную государственную службу Австрии и почти сразу уволен в связи с выходом на пенсию.